# Tolegnaro
Genre
Tolegnaro est un genre d'araignées aranéomorphes de la famille des Oonopidae.

## Distribution
Les espèces de ce genre sont endémiques de Madagascar.

## Liste des espèces
Selon World Spider Catalog (version 15.0, 2014) :
- Tolegnaro kepleri Álvarez-Padilla, Ubick & Griswold, 2012
- Tolegnaro sagani Álvarez-Padilla, Ubick & Griswold, 2012

## Publication originale
- Álvarez-Padilla, Ubick & Griswold, 2012 : Noideattella and Tolegnaro, two new genera of goblin spiders from Madagascar, with comments on the gamasomorphoid and silhouettelloid oonopids (Araneae, Oonopidae). American Museum Novitates, no 3745, p. 1-76 (texte intégral).